# Campeonato Regional de Fútbol de Maio 2016-17
El Campeonato Regional de Fútbol de Maio 2016-17 es el campeonato de fútbol que se juega en la isla de Maio. Empezó el 14 de enero de 2017. El torneo lo organiza la federación de fútbol de Maio.
Académico 83 es el equipo defensor del título. La competición la disputarán un total de 7 equipos, se juega a 14 jornadas a ida y vuelta. Todos los partidos se juegan en el Estadio Municipal 20 de Janeiro de la Vila do Maio.

## Equipos participantes
| Primera División - Académica da Calheta - Académico 83 - Barreirense - Morrerense - Onze Unidos - Real Marítimo - Santana | Segunda división - Cruzeiro SC - Figueirense - Miramar - Santa Clara |

## Tabla de posiciones
|                                           | Equipo               | PJ | PG | PE | PP | GF | GC | DG  | PTS |
| ----------------------------------------- | -------------------- | -- | -- | -- | -- | -- | -- | --- | --- |
| 1                                         | Onze Unidos (C)      | 12 | 7  | 4  | 1  | 23 | 6  | +17 | 25  |
| 2                                         | Barreirense          | 12 | 6  | 3  | 3  | 19 | 11 | +8  | 21  |
| 3                                         | Académico 83         | 12 | 5  | 5  | 2  | 17 | 9  | +8  | 20  |
| 4                                         | Académica da Calheta | 12 | 6  | 2  | 4  | 17 | 13 | +4  | 20  |
| 5                                         | Morrerense           | 12 | 4  | 3  | 5  | 17 | 19 | -2  | 15  |
| 6                                         | Santana              | 12 | 3  | 0  | 9  | 9  | 21 | -12 | 9   |
| 7                                         | Real Marítimo (P)    | 12 | 2  | 1  | 9  | 9  | 32 | -23 | 7   |
| Última actualización: 23 de abril de 2017 |                      |    |    |    |    |    |    |     |     |

|  | Clasificado para el campeonato caboverdiano de fútbol 2017. |
|  | Promoción a segunda división de Maio.                       |

(C) Campeón
(P) Promoción

## Resultados
| Morrerense           | 2 - 1 | Académico 83 | 20 de Janeiro | 14 de enero | 16:00 |
| Real Marítimo        | 1 - 2 | Santana      | 20 de Janeiro | 15 de enero | 14:00 |
| Académica da Calheta | 1 - 2 | Onze Unidos  | 20 de Janeiro | 15 de enero | 16:00 |

| Santana       | 0 - 2 | Barreirense  | 20 de Janeiro | 21 de enero | 16:00 |
| Real Marítimo | 2 - 0 | Académico 83 | 20 de Janeiro | 22 de enero | 14:00 |
| Morrerense    | 0 - 0 | Onze Unidos  | 20 de Janeiro | 22 de enero | 16:00 |

| Académica da Calheta | 3 - 1 | Real Marítimo | 20 de Janeiro | 28 de enero | 16:00 |
| Académico 83         | 3 - 0 | Santana       | 20 de Janeiro | 29 de enero | 14:00 |
| Onze Unidos          | 1 - 1 | Barreirense   | 20 de Janeiro | 29 de enero | 16:00 |

| Onze Unidos | 1 - 0 | Santana              | 20 de Janeiro | 4 de febrero | 16:00 |
| Barreirense | 0 - 2 | Real Marítimo        | 20 de Janeiro | 5 de febrero | 14:00 |
| Morrerense  | 1 - 3 | Académica da Calheta | 20 de Janeiro | 5 de febrero | 16:00 |

| Santana       | 2 - 4 | Académica da Calheta | 20 de Janeiro | 11 de febrero | 16:00 |
| Real Marítimo | 1 - 4 | Morrerense           | 20 de Janeiro | 12 de febrero | 14:00 |
| Académico 83  | 0 - 0 | Barreirense          | 20 de Janeiro | 12 de febrero | 16:00 |

| Barreirense   | 4 - 2 | Morrerense           | 20 de Janeiro | 18 de febrero | 16:00 |
| Real Marítimo | 0 - 4 | Onze Unidos          | 20 de Janeiro | 19 de febrero | 14:00 |
| Académico 83  | 1 - 0 | Académica da Calheta | 20 de Janeiro | 19 de febrero | 16:00 |

| Académica da Calheta | 0 - 0 | Barreirense | 20 de Janeiro | 25 de febrero | 16:00 |
| Morrerense           | 3 - 0 | Santana     | 20 de Janeiro | 26 de febrero | 14:00 |
| Académico 83         | 1 - 1 | Onze Unidos | 20 de Janeiro | 26 de febrero | 16:00 |

| Académico 83 | 1 - 1 | Morrerense           | 20 de Janeiro | 11 de marzo | 16:00 |
| Santana      | 2 - 0 | Real Marítimo        | 20 de Janeiro | 12 de marzo | 14:00 |
| Onze Unidos  | 3 - 0 | Académica da Calheta | 20 de Janeiro | 12 de marzo | 16:00 |

| Barreirense   | 1 - 0 | Santana      | 20 de Janeiro | 18 de marzo | 16:00 |
| Real Marítimo | 0 - 4 | Académico 83 | 20 de Janeiro | 19 de marzo | 14:00 |
| Onze Unidos   | 2 - 0 | Morrerense   | 20 de Janeiro | 19 de marzo | 16:00 |

| Real Marítimo | 0 - 3 | Académica da Calheta | 20 de Janeiro | 25 de marzo | 16:00 |
| Santana       | 2 - 4 | Académico 83         | 20 de Janeiro | 26 de marzo | 14:00 |
| Barreirense   | 1 - 3 | Onze Unidos          | 20 de Janeiro | 26 de marzo | 16:00 |

| Santana              | 1 - 0 | Onze Unidos | 20 de Janeiro | 1 de abril | 16:00 |
| Real Marítimo        | 0 - 3 | Barreirense | 20 de Janeiro | 2 de abril | 14:00 |
| Académica da Calheta | 1 - 0 | Morrerense  | 20 de Janeiro | 2 de abril | 16:00 |

| Santana       | 0 - 1 | Académica da Calheta | 20 de Janeiro | 8 de abril | 16:00 |
| Real Marítimo | 2 - 2 | Morrerense           | 20 de Janeiro | 9 de abril | 14:00 |
| Académico 83  | 1 - 0 | Barreirense          | 20 de Janeiro | 9 de abril | 16:00 |

| Morrerense           | 1 - 4 | Barreirense   | 20 de Janeiro | 14 de abril | 16:00 |
| Onze Unidos          | 5 - 0 | Real Marítimo | 20 de Janeiro | 15 de abril | 14:00 |
| Académica da Calheta | 0 - 0 | Académico 83  | 20 de Janeiro | 15 de abril | 16:00 |

| Barreirense | 3 - 1 | Académica da Calheta | 20 de Janeiro | 22 de abril | 16:00 |
| Santana     | 0 - 1 | Morrerense           | 20 de Janeiro | 23 de abril | 14:00 |
| Onze Unidos | 1 - 1 | Académico 83         | 20 de Janeiro | 23 de abril | 16:00 |

### Evolución de las posiciones
| Equipo / Jornada     | 01 | 02 | 03 | 04 | 05 | 06 | 07 | 08 | 09 | 10 | 11 | 12 | 13 | 14 |
| -------------------- | -- | -- | -- | -- | -- | -- | -- | -- | -- | -- | -- | -- | -- | -- |
| Académica da Calheta | 6  | 6  | 4  | 2  | 1  | 2  | 2  | 3  | 5  | 3  | 2  | 2  | 2  | 4  |
| Académico 83         | 5  | 7  | 5  | 6  | 6  | 4  | 5  | 5  | 2  | 2  | 3  | 3  | 3  | 2  |
| Barreirense          | 4  | 3  | 2  | 4  | 5  | 3  | 4  | 4  | 3  | 4  | 4  | 4  | 4  | 2  |
| Morrerense           | 3  | 2  | 3  | 5  | 3  | 5  | 3  | 2  | 4  | 5  | 5  | 5  | 5  | 5  |
| Onze Unidos          | 1  | 1  | 1  | 1  | 2  | 1  | 1  | 1  | 1  | 1  | 1  | 1  | 1  | 1  |
| Real Marítimo        | 7  | 4  | 6  | 3  | 4  | 6  | 6  | 6  | 7  | 7  | 7  | 7  | 7  | 7  |
| Santana              | 2  | 5  | 7  | 7  | 7  | 7  | 7  | 7  | 6  | 6  | 6  | 6  | 6  | 6  |

| Campeón Onze Unidos 10.o título |

## Estadísticas
- Mayor goleada: Onze Unidos 5 - 0 Real Marítimo (15 de abril)
- Partido con más goles: Santana 2 - 4 Académico 83 (26 de marzo)
- Mejor racha ganadora: 3 equipos; 3 jornadas
- Mejor racha invicta: Académico 83; 10 jornadas (jornada 3 a 14, incluye jornada de descanso)
- Mejor racha marcando: Onze Unidos; 7 jornadas (jornada 3 a 10, incluye jornada de descanso)
- Mejores racha imbatida: Académica Calheta; 4 jornadas (jornada 10 a 13)